# Omul furnică (film)
Omul furnică este un film cu supereroi din anul 2015, bazat pe benzile desenate Marvel cu același nume create de Stan Lee, avându-i ca protegoniști pe Paul Rudd, Michael Douglas, Corey Stoll, Evangeline Lilly, Bobby Cannavale, Michael Pena, Anthony Mackie și T.I..